# Gilmaniella multiporosa
Gilmaniella multiporosa är en svampart som beskrevs av Moustafa & Ezz-Eldin 1989. Gilmaniella multiporosa ingår i släktet Gilmaniella, divisionen sporsäcksvampar och riket svampar.   Inga underarter finns listade i Catalogue of Life.